# Boyukaga Hajiyev
Boyukaga Teletoglu Hajiyev (Azerbeidzjaans: Böyükağa Tələt oğlu Hacıyev) (Naxçivan, 20 april 1958 - 16 maart 2018) was een Azerbeidzjaanse voetballer en voetbalcoach.
Hij was als laatste trainer bij Neftçi Bakoe.
Door een hartaanval stierf hij op 59-jarige leeftijd.